# Energy Discovery Centre
Het Energy Discovery Centre is een wetenschapsmuseum in de Estse hoofdstad Tallinn, gevestigd in een voormalige elektriciteitscentrale. Het doel van het centrum is om kinderen te motiveren om wetenschap te bestuderen. Met meer dan honderd exposities kunnen kinderen op een veilige manier fysische verschijnselen bestuderen en testen. Het Energy Discovery Centre wordt beheerd door de stichting Tallinna Tehnika- ja Teaduskeskus (Technologie- en Wetenschapscentrum van Tallinn), opgericht in 1999 door de gemeente Tallinn, de Technische Universiteit van Tallinn, Eesti Energia en Tallinna Soojus. In de eerste tien jaar stond het museum bekend als het Energy Centre. In 2009 werd het hernoemd tot het Energy Discovery Centre. Het museum onderging een renovatieproject dat begon in 2012 en op 13 juni 2014 heropende het vernieuwde Energy Discovery Centre zijn deuren voor bezoekers.